# Nolina georgiana
Nolina georgiana är en sparrisväxtart som beskrevs av André Michaux. Nolina georgiana ingår i släktet Nolina och familjen sparrisväxter. Inga underarter finns listade i Catalogue of Life.

## Bildgalleri

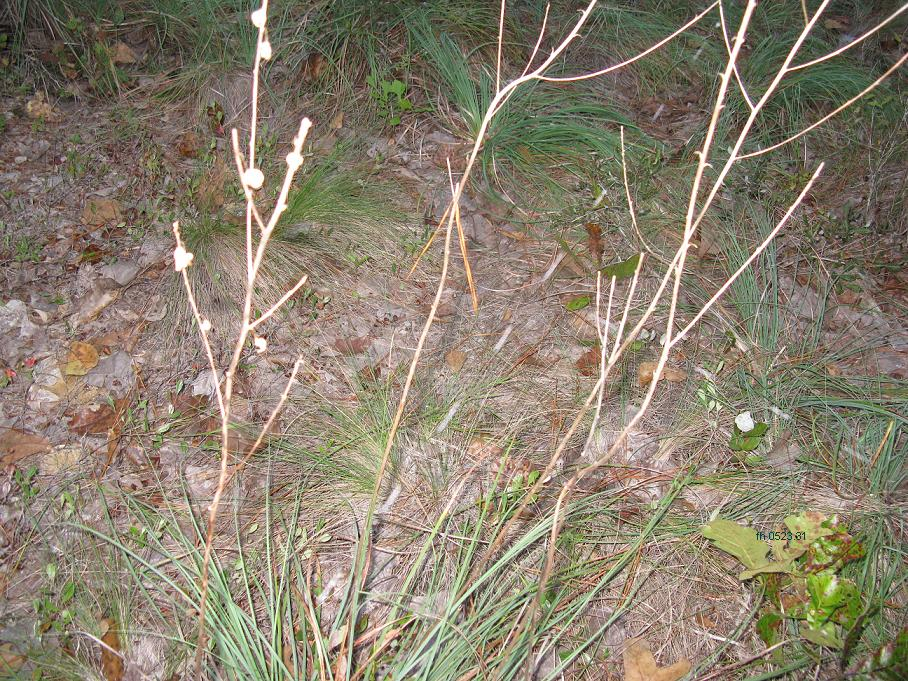
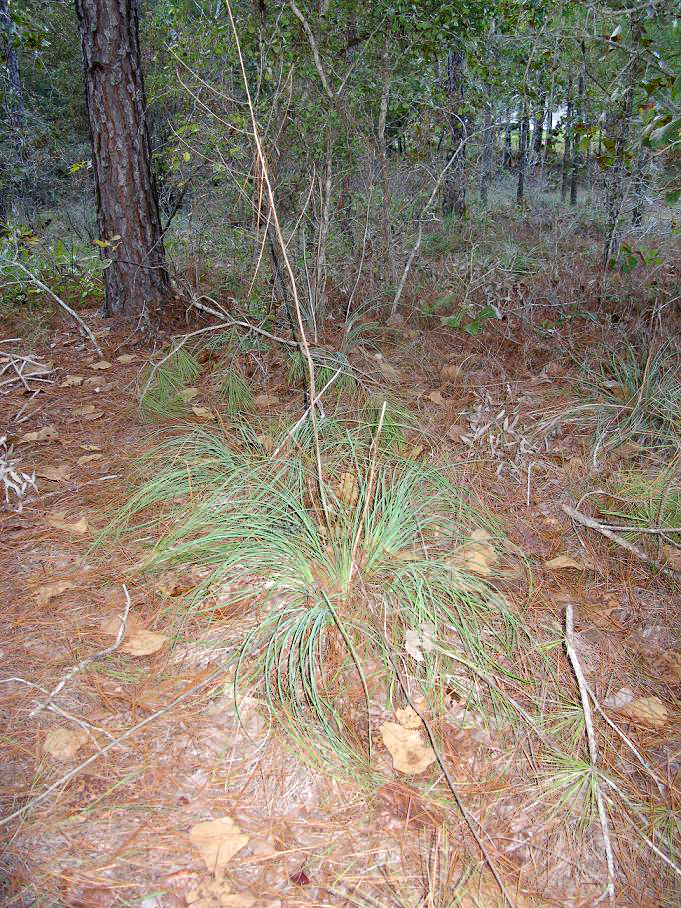